# Air Caledonie

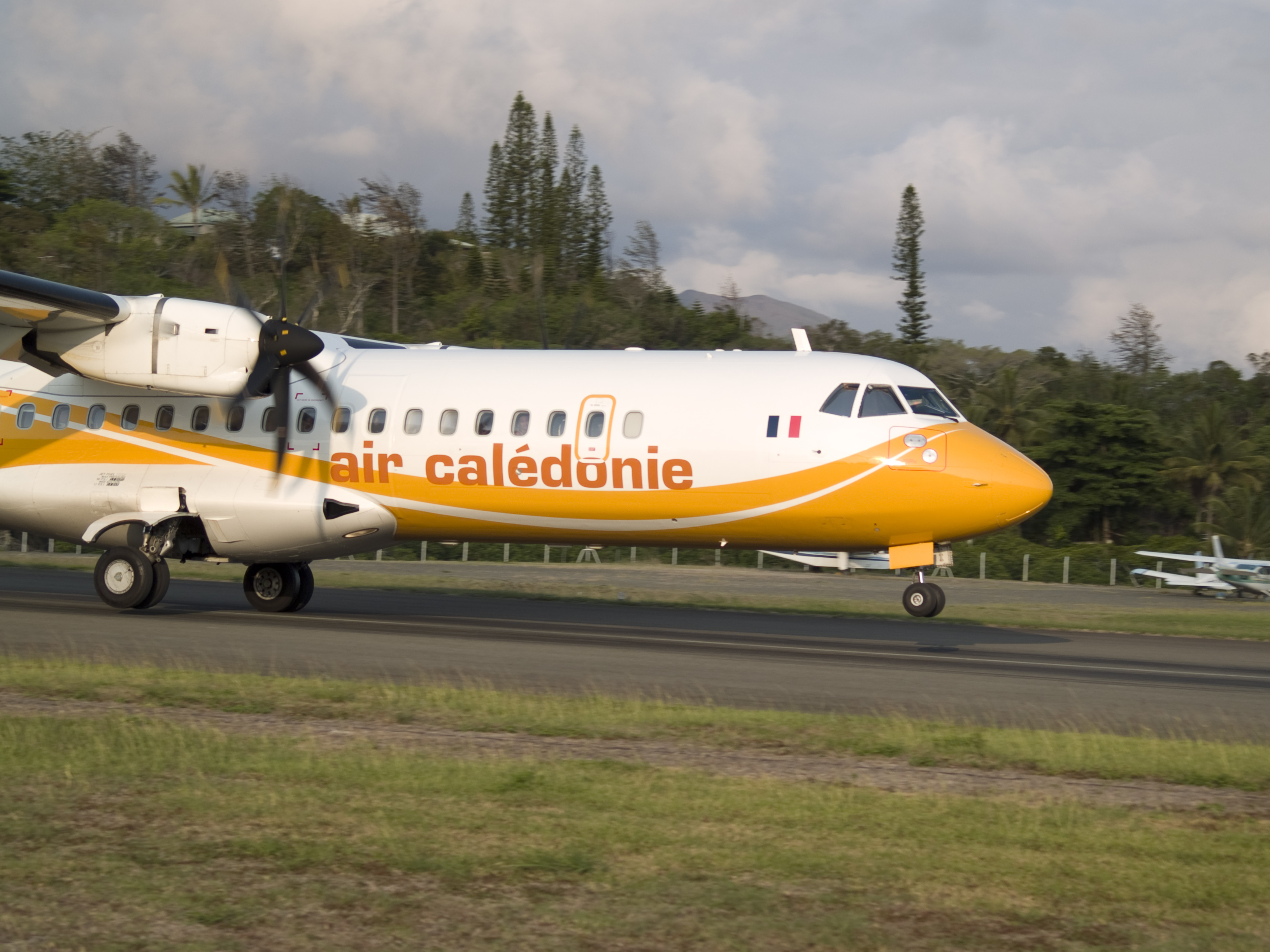
Самолёт авиакомпании Air Calédonie в Аэропорту Нумеа Маджента, Новая Каледония

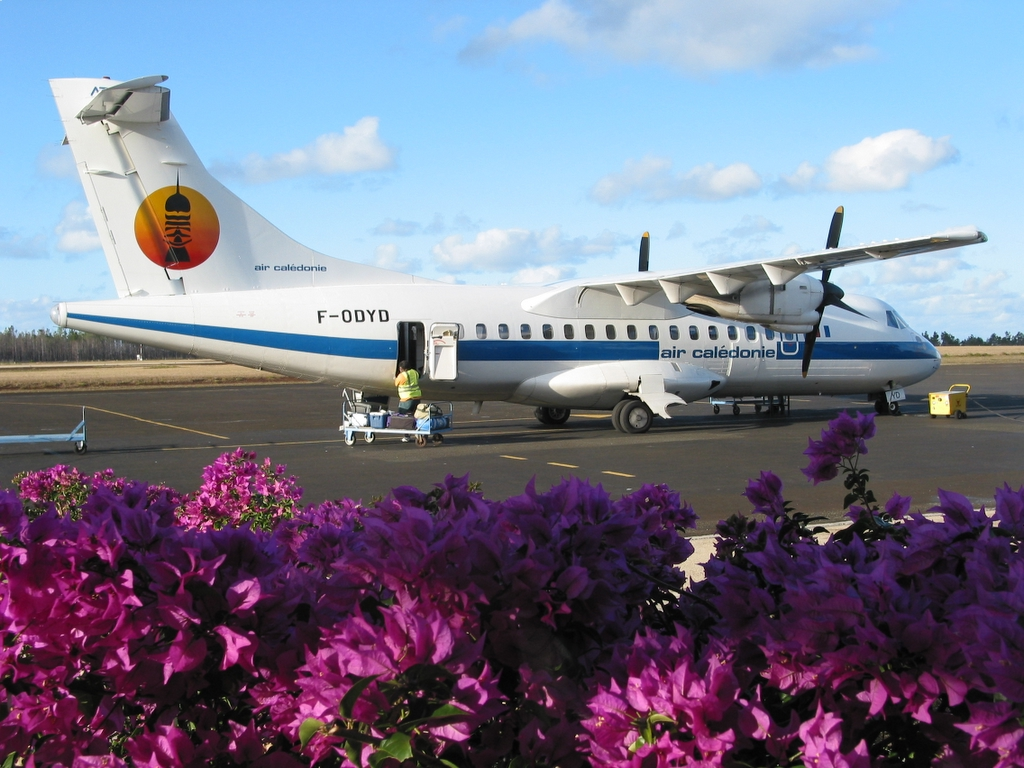
ATR 42-320 Air Calédonie в Аэропорту острова Пен

Société Calédonienne de Transports Aériens, действующая как Air Calédonie — государственная авиакомпания Новой Каледонии со штаб-квартирой в городе Нумеа, работающая на внутренних авиаперевозках колонии.
Air Calédonie выполняет регулярные пассажирские и грузовые рейсы по десяти аэропортам Новой Каледонии. Главной базой авиакомпании и её транзитным узлом (хабом) является Аэропорт Нумеа Маджента.

## История
Авиакомпания Transpac была образована в 1954 году и начала операционную деятельность 25 сентября следующего года. В 1968 году компания сменила своё официальное название на действующее в настоящее время Air Calédonie.
В 1969 году после крупной сделки по приобретению акций и рефинансированию долгов перевозчика основная часть Air Calédonie перешла в государственную собственность правительства Новой Каледонии. На начало 2010 года 50,28 % акций принадлежит правительству заморской территории, 43,31 % — островному правительству, 4,43 % — частным инвесторам и 2,09 % — французскому национальному авиаперевозчику Air France.
В марте 2007 года штат компании состоял из 225 сотрудников.

## Маршрутная сеть
В марте 2005 года авиакомпания Air Calédonie выполняла регулярные пассажирские перевозки в следующие пункты Новой Каледонии:
- острова Белеп
- остров Пен
- Кона
- Коумак
- Лифоу
- Маре
- Нумеа
- Оувеа
- Тига
- Ла-Тонтута
- Тоухо

## Флот
По состоянию на декабрь 2009 года воздушный флот авиакомпании Air Calédonie составляли следующие самолёты:
- 1 ATR 42-500
- 3 ATR 72-500 (один самолёт находится в аренде в авиакомпании Air Tahiti).